# Paul Agostino
Paul Agostino (Adelaide, 9 giugno 1975) è un ex calciatore australiano, di ruolo attaccante.

## Carriera

### Club
Ha militato in Australia nel West Adelaide e nell'Adelaide United, in Svizzera nello Young Boys e nell'Yverdon, nel Regno Unito nel Bristol City ed ha trascorso 10 anni nel Monaco 1860.

### Nazionale
Nel 1991 ha partecipato alla prima edizione dei Mondiali Under-17; due anni più tardi ha invece partecipato ai Mondiali Under-20, mentre nel 1996 è stato convocato per i Giochi Olimpici di Atlanta.
Nel 2000 ha vinto la Coppa d'Oceania.

## Palmares

### Nazionale
- Coppa d'Oceania: 1

2000